# TSR Góra Grodziec
TSR Góra Grodziec – telewizyjna stacja retransmisyjna z wieżą o wysokości 36 m, zlokalizowana na Grodźcu, koło Kulina Kłodzkiego. Właścicielem obiektu jest EmiTel sp. z o.o.
23 kwietnia 2013 roku została zakończona emisja programów telewizji analogowej. Tego samego dnia rozpoczęto nadawanie sygnału trzeciego multipleksu w ramach naziemnej telewizji cyfrowej.

## Transmitowane programy

### Programy telewizyjne - cyfrowe
| Skład multipleksu                                                                    | Częstotliwość | Kanał | Moc promieniowana nadajnika | Polaryzacja | Kompresja wizji |
| ------------------------------------------------------------------------------------ | ------------- | ----- | --------------------------- | ----------- | --------------- |
| MUX 3 - TVP1 HD - TVP2 HD - TVP3 Wrocław - TVP Historia - TVP Sport HD - TVP Info HD | 506,00 MHz    | 25    | 0,051 kW                    | pozioma     | MPEG-4          |

## Nienadawane analogowe programy telewizyjne
Programy telewizji analogowej wyłączone 23 kwietnia 2013 roku.
| LP | Program | Właściciel            | Częstotliwość | Kanał | Moc nadajnika | Polaryzacja |
| -- | ------- | --------------------- | ------------- | ----- | ------------- | ----------- |
| 1  | TVP1    | Telewizja Polska S.A. | 535,25 MHz    | 29    | 0,2 kW        | pozioma     |
| 2  | TVP2    | Telewizja Polska S.A. | 695,25 MHz    | 49    | 0,2 kW        | pozioma     |